# トランスビュー
株式会社 トランスビューは、日本の出版社。
法藏館から独立した中嶋廣（編集担当）と工藤秀之（営業担当）により2001年4月創業。中嶋の退職後は工藤が編集・営業の一切を受け持っている。
哲学思想・宗教・教育などを中心に、日販・トーハンといった出版取次店を通さず、直接書店に書籍を郵送する方法で卸す独自の営業を行う。取次店では当初太洋社のみ取引し、太洋社廃業後は八木書店と取引があるが、このルートで流通された商品は書店からの返品を認めない。また配本部数も全て書店に一任されており、他の出版社が行う新刊委託（注文がなくても、出版社・取次店側が見計らって送品すること）は一切行わない。
同社のシステムを活用する形で、他社の出版物の流通代行も行っている。

## 主な刊行物
- 池田晶子「14歳からの哲学」（ ISBN 978-4-901510-14-1 )は30万部を超えるベストセラーとなった。
- 島田裕巳「オウム-なぜ宗教はテロリズムを生んだのか-」（ ISBN 978-4-901510-00-4 )
- 森岡正博「無痛文明論」（ ISBN 978-4-901510-18-9 )

など。